# 灰頭麻雀
灰头麻雀（学名：Passer griseus）是麻雀属的一种鸟类，生活在非洲热带地区，环境适应能力很强。其成年个体头部呈灰色，因而得名。斯氏麻雀、鹦鹉麻雀、东非麻雀和南非灰头麻雀有时被视为它的亚种。